# Tillandsioideae
Tillandsioideae je potporodica biljaka, dio porodice tamjanikovki (Bromeliaceae). Podijeljena je na 4 tribusa, a tipični joj je rod Tillandsia L.

## Razdioba

### Tribusi
1. Catopsideae Harms in H.G A Engler & K.A.E.
2. Glomeropitcairnieae Harms in H.G A Engler & K.A.E.
3. Tillandsieae Dumort.
4. Vrieseeae Beer

### Rodovi
Subfamilia Tillandsioideae Burnett
1. Catopsis Griseb. (22 spp.)
2. Glomeropitcairnia Mez (2 spp.)
3. Cipuropsis Ule (16 spp.)
4. Guzmania Ruiz & Pav. (213 spp.)
5. Waltillia Leme, Barfuss & Halbritt. (2 spp.)
6. Alcantarea (É. Morren ex Mez) Harms (46 spp.)
7. Werauhia J. R. Grant (97 spp.)
8. Vriesea Lindl. (245 spp.)
9. Arachnandra Barfuss, Leme & W. Till (1 sp.)
10. Zizkaea W. Till & Barfuss (1 sp.)
11. Stigmatodon Leme, G. K. Br. & Barfuss (36 spp.)
12. Pseudalcantarea (C. Presl) Pinzón & Barfuss (3 spp.)
13. Lutheria Barfuss & W. Till (4 spp.)
14. Lemeltonia Barfuss & W. Till (7 spp.)
15. Jagrantia Barfuss & W. Till (1 sp.)
16. Wallisia (Regel) É. Morren (4 spp.)
17. Barfussia Manzan. & W. Till (5 spp.)
18. Goudaea W. Till & Barfuss (2 spp.)
19. Gregbrownia W. Till & Barfuss (4 spp.)
20. Viridantha Espejo (19 spp.)
21. Tillandsia L. (665 spp.)
22. Racinaea Spencer & L. B. Sm. (87 spp.)